# EINE
EINE était un éditeur de texte de la famille Emacs développé au MIT à la fin des années 1970 par Daniel Weinreb et Mike McMahon. Son nom est un acronyme récursif qui signifie en anglais « EINE Is Not Emacs » (littéralement, « EINE n'est pas Emacs »).

## Histoire
Développé à partir de l'Emacs originel, EINE fut la première implémentation d'Emacs en Lisp, et la première portée sur une machine Lisp. D'autres suivront comme celle en MacLisp pour le système Multics. Ces différentes implémentations vont convaincre Richard Stallman d'abandonner TECO pour Lisp dans sa seconde implémentation d'Emacs.

### EINE devient ZWEI
Les mêmes auteurs vont par la suite renommer EINE en utilisant un nouvel acronyme récursif comme il était d'usage dans le milieu hacker. EINE devient donc ZWEI, ce qui signifie en anglais « ZWEI Was EINE, Initially » (littéralement, « ZWEI était EINE, Initialement »).
On peut cependant noter qu’en allemand EINE signifie « un » et que ZWEI signifie « deux ».

### La fin d'une époque
ZWEI évoluera par la suite en logiciel propriétaire sous l'appellation Zmacs. 
À cette époque, les hackers ont déjà déserté le laboratoire d'intelligence artificielle du MIT pour développer les machines Lisp Symbolics et LMI. Avec l'annonce du projet GNU, Richard Stallman a déjà initié le mouvement du logiciel libre.